# Julie Payette

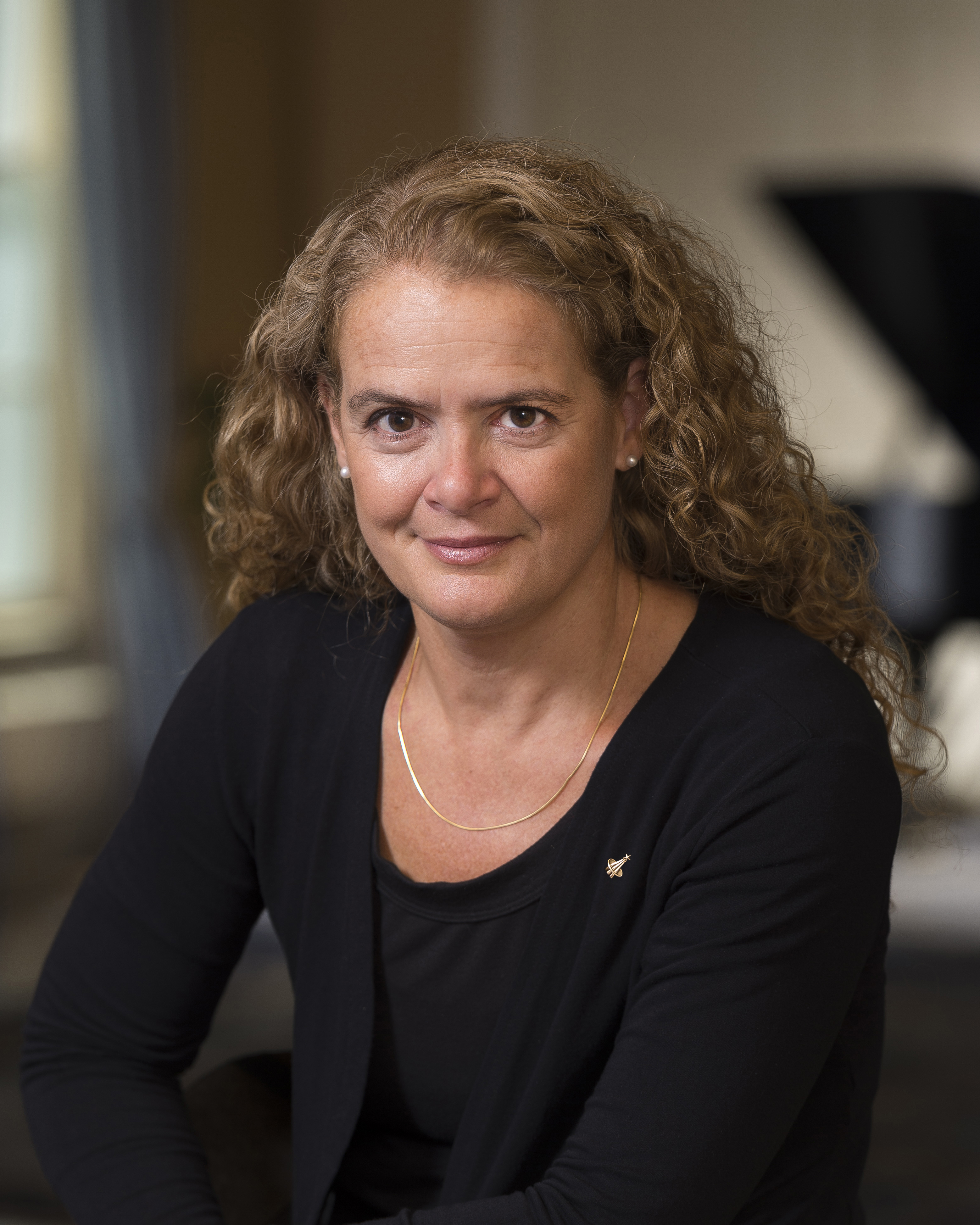
Julie Payette (2017)

Julie Payette, CC, CQ CMM COM CD (* 20. Oktober 1963 in Montreal, Québec) ist eine ehemalige kanadische Astronautin. Vom 2. Oktober 2017 bis zum 21. Januar 2021 war sie die 29. Generalgouverneurin von Kanada.

## Biografie

### Studium und wissenschaftliche Tätigkeit
Payette besuchte in Montreal die Grund- und eine weiterführende Schule. Mit einem Stipendium gelang ihr 1980 die Aufnahme am United World College of the Atlantic in Großbritannien, wo sie zwei Jahre später ihren Schulabschluss erwarb. Zurück in Kanada studierte sie an der Faculty of Engineering der McGill University in Montreal Ingenieurwissenschaften und erhielt 1986 einen Bachelor of Engineering mit Auszeichnung.
Bei IBM Kanada nahm Payette dann für zwei Jahre eine Stelle als Systemingenieurin an, bevor sie an der University of Toronto ihr Studium fortsetzte. 1990 erwarb sie den Grad Master of Applied Science im Fach Informatik und ging dann an das IBM-Forschungslabor in Zürich (Schweiz). Als Gastwissenschaftlerin arbeitete sie an
automatischer Spracherkennung für Computer. 1992 kehrte sie nach Kanada zurück und forschte ab Januar in Montreal bei Bell-Northern Research auf diesem Gebiet weiter.

### Astronautentätigkeit
Als die kanadische Raumfahrtbehörde (CSA) Anfang der 1990er Jahre neue Astronauten suchte, bewarben sich 5.330 Interessierte. Nach einem halben Jahr Tests und Bewerbungsgesprächen blieben vier Kandidaten übrig, die im Juni 1992 ausgewählt wurden. Julie Payette war die einzige Frau aus dieser Auswahlgruppe.
Im Anschluss an die Grundausbildung arbeitete sie am Hauptbeitrag Kanadas zur Internationalen Raumstation, den Roboterarmen, und gründete eine CSA-Gruppe, die sich mit der Mensch-Computer-Interaktion in der Raumfahrt befasst. Außerdem machte sie 1996 einen Piloten- und Tauchschein. Sie lernte die russische Sprache und spricht außerdem ihre Muttersprache Französisch sowie Englisch, Spanisch, Italienisch und Deutsch.
Gemeinsam mit ihrem Kollegen Steve MacLean nahm Payette am Johnson Space Center ab Herbst 1996 an der Raumfahrerausbildung der NASA teil. Sie wurde mit der 16. US-Astronautengruppe zur Missionsspezialistin geschult. Unmittelbar danach wurde Payette für ihren ersten Weltraumflug ernannt, den sie im Mai/Juni 1999 an Bord des Space Shuttles „Discovery“ unternahm. STS-96 brachte mehrere Tonnen Ausrüstungsteile zur ISS, die für deren Ausbau benötigt wurden. Die Kanadierin bediente auf dieser Mission den Roboterarm der Raumfähre.
Anschließend war Payette als Ansprechpartnerin der kanadischen Astronauten tätig und vertrat die CSA gegenüber der NASA, Roskosmos und der ESA. Von 2000 bis 2008 stand sie dem Astronautenkorps Kanadas vor.
Im Februar 2008 wurde Payette ihrem zweiten Raumflug zugeteilt. Unter dem Kommando von Mark Polansky nahm sie an der Mission STS-127 teil, bei der Teile des japanischen Kibō-Moduls zur ISS gebracht wurden. Der Start erfolgte nach mehreren Verschiebungen am 15. Juli 2009, die Landung am 31. Juli 2009. 2010 erhielt sie die NASA Exceptional Service Medal.

### Zusammenfassung
| Nr | Mission | Position             | Flugzeitraum      | Flugdauer   |
| -- | ------- | -------------------- | ----------------- | ----------- |
| 1  | STS-96  | Missionsspezialistin | 27.05.–06.06.1999 | 9d 19h 13m  |
| 2  | STS-127 | Missionsspezialistin | 15.–31.07.2009    | 15d 16h 45m |

### Nach der CSA und Generalgouverneurin von Kanada
Am 15. Juli 2013 übernahm Payette einen Direktorenposten im staatlichen Montreal Science Centre. Zeitgleich wurde sie Vizepräsidentin der staatlichen Immobilienfirma Canada Lands Company. Am 13. Juli 2017 ließ Premierminister Justin Trudeau verlauten, dass Königin Elisabeth II. seinen Vorschlag, Payette zur Generalgouverneurin zu ernennen, angenommen habe. Am 2. Oktober 2017 trat sie als Nachfolgerin von David Johnston ihr Amt an.
CBC berichtete am 21. Juli 2020, Payette habe ein „toxisches Arbeitsumfeld“ an ihrem Amtssitz Rideau Hall geschaffen, indem sie Mitarbeiter gemobbt und beschimpft haben soll. Aufgeschreckt durch diesen Bericht leitete der Kronrat zwei Tage später eine formelle Untersuchung ihres Verhaltens an. Mehrere ehemalige Mitarbeiter des Montreal Science Centre erzählten der Zeitung National Post, dass sie während ihrer Zeit bei dieser Institution Zeugen eines ähnlich missbräuchlichen Verhaltens von Payette geworden seien. Andere wiederum beschrieben ihr Verhalten als das Ergebnis rigoros hoher Standards. Am 21. Januar 2021 trat Payette nach Abschluss der unabhängigen Arbeitsplatzüberprüfung als Generalgouverneurin zurück.
Seit ihrem Rücktritt 2021 trägt sie auf Lebenszeit den Titel The Right Honourable Julie Payette.

### Ehrungen und Auszeichnungen
- 1999: NASA Space Flight Medal
- 2000: Knight of the National Order of Quebec
- 2001: Knight of Ordre de la Pléiade de l’Association des parlementaires de langue française
- 2010: Mitglied der Canadian Aviation Hall of Fame (67.)
- 2010: Officer of the Order of Canada (OC)
- 2010: NASA Exceptional Service Medal (36.)
- 2012: Queen Elizabeth II Diamond Jubilee Medal
- 2013: Academy of Great Montrealers (Scientific category)(69.)
- 2016: Commander of the Order of Montreal (69.)
- 2017: Commander of the Order of Military Merit (CMM) (68.)
- 2017: Commander of the Order of Merit of the Police Forces (COM)(70.)
- 2017: Companion of the Order of Canada (CC)(68.)
- 2017: Patron Scout of Canada
- 2017: Honorary Chief Commissioner of the Canadian Coast Guard
- 2017: Canadian Forces Decoration (71.)
- 2017: Colonel der Governor General’s Horse Guards (73.)
- 2017: Colonel der Governor General’s Foot Guards (73.)
- 2017: Colonel der Canadian Grenadier Guards (73.)
- 2018: Grand Cross of National Order of Merit of Burkina Faso (72.)
- 2021: Chancellor and Principal and extraordinary Companion of the Order of Canada (CC)
- 2021: Extraordinary Companion of the Order of Canada (CC)
- 2021: Chancellor and extraordinary Commander of the Order of Military Merit (CMM)
- 2021: Extraordinary Commander of the Order of Military Merit (CMM)(68.)
- 2021: Chancellor and Commander of the Order of Merit of the Police Forces (COM)
- 2021: Commander of the Order of Merit of the Police Forces (COM)

## Privates
Payette ist zweimal geschieden und hat einen Sohn. Sie liebt klassische Musik. Sie sang vor ihrer Raumfahrtkarriere im Kammerchor des Symphonischen Orchesters Montreal, im Orchesterchor Tafelmusik Baroque in Toronto und während ihres Aufenthalts in der Schweiz im Piacere Vocale in Basel.
2010 gehörte sie zu den Trägern der olympischen Fahne bei der Eröffnungsfeier der Olympischen Winterspiele in Vancouver.